# Charles Gaulthier
André Charles Victor Francisque Gaulthier (ur. 21 grudnia 1889 w Rennes, zm. 17 marca 1952 w Paryżu) – francuski żeglarz, olimpijczyk.

## Kariera
Na regatach rozegranych podczas Letnich Igrzysk Olimpijskich 1936 wystąpił w klasie 8 metrów zajmując 9 pozycję. Załogę jachtu EA II tworzyli również Ernest Granier, Henri Bachet, Rémi Schelcher, Pierre Arbaut i Pierre Gaudermen.